# Walther Brauneis
Walther Brauneis (* 1942 in Wien) ist ein österreichischer Architekturhistoriker und Denkmalpfleger.

## Leben
Walther Brauneis studierte Architektur an der Technischen Universität Wien und erwarb den Titel Ingenieur. Er war von 1968 bis 2002 im Bundesdenkmalamt tätig und leitete dort ab 1984 die Abteilung für Klangdenkmale.
Brauneis legte zahlreiche Einzelveröffentlichungen zu Christoph Willibald Gluck, Carl Ditters von Dittersdorf, Ludwig van Beethoven und vor allem zu Wolfgang Amadeus Mozart vor, aber auch historisch-topographische Buchpublikationen.
Brauneis war von 1970 bis 2013 Generalsekretär der Wiener Beethoven-Gesellschaft.

## Auszeichnungen
- 1992 Preis des Landes Niederösterreich für Mozart-Forschung
- 1997 Theodor-von-Karajan-Medaille des Vereins für Geschichte der Stadt Wien

## Publikationen (Auswahl)
- mit Kurt J. Apfel, Johann Pawlik: Wiener Festwochen 1972. Kahlenbergerinnerungen und Dokumentation zur Baugeschichte der Burg auf dem Leopoldsberg. Ausstellungskatalog, Villa Wertheimstein, Gesellschaft zur Erforschung, Förderung und zum Schutze der beiden Wiener Hausberge, Wien 1972.
- mit Richard Perger: Die mittelalterlichen Kirchen und Klöster Wiens. (Wiener Geschichtsbücher). Zsolnay, Wien 1977, ISBN 3-552-02913-3.
- mit Felix Czeike: Wien und Umgebung. Kunst, Kultur und Geschichte der Donaumetropole. (DuMont-Kunst-Reiseführer, 1977). 10. überarbeitete Auflage. Köln 1998, ISBN 3-7701-0900-7.
- mit Richard Rösener: Die Umgebungen Wiens. Landschaft und Kunst. Zsolnay, Wien 1978, ISBN 3-552-03029-8.
- Die Schlösser im Marchfeld. Verlag Niederösterreichisches Pressehaus, St. Pölten 1981, ISBN 3-85326-617-7.
- mit Wim van der Kallen: Das Thayatal. Landschaft, Geschichte, Kultur. Niederösterreichisches Pressehaus, St. Pölten 1983, ISBN 3-85326-647-5.
- mit Gunther Duda: W.A. Mozart „Den Göttern gegeben“ Ein „Bauopfertod“. Mozart-Jahrbuch 1996, S. 220–223
- von Silke Bettermann, Michael Ladenburger: Beethoven-Häuser in alten Ansichten. Von der Bonngasse ins Schwarzspanierhaus. Ausstellungskatalog. Beethoven-Haus, Bonn 2001, ISBN 3-88188-066-6.
- Am Grabe Leopold Mozarts. Tod und Begräbnis von Mozarts Vater im Spiegel der Berchtold zu Sonnenburgschen Familienchronik. In: Andrea Lindmayr-Brandl, Thomas Hochradner (Hrsg.): Auf eigenem Terrain. Beiträge zur Salzburger Musikgeschichte. Festschrift Gerhard Walterskirchen zum 65. Geburtstag. Selke Verlag, Salzburg 2004, ISBN 3-901353-32-1, S. 401–416.
- „…einen Tonsetzer von so ausgezeichnetem Rufe“. Sensationelle Wiederauffindung von Beethovens Ernennungsdiplom zum Ehrenmitglied der Gesellschaft der Musikfreunde in Wien, in: Mitteilungsblatt der Wiener Beethoven-Gesellschaft, 2/2012, S. 5–11.